# Rivulus scalaris
Rivulus scalaris är en fiskart som beskrevs av Costa 2005. Rivulus scalaris ingår i släktet Rivulus och familjen Rivulidae. Inga underarter finns listade i Catalogue of Life.